# Гавришишин Ігор Васильович
І́гор Васи́льович Гавриши́шин — старший матрос Збройних Сил України, учасник російсько-української війни.

## З життєпису
Уродженець Бродівського району. Виховувався в патріотичних традиціях.
В часі війни доброволець у складі роти «Свята Марія»; псевдо «Шатун». Мама Марія Гавришишин його відмовляла, але він не послухав. Брав участь у боях біля Новомихайлівки, Оленівки та Маріуполя.
Станом на липень 2020 року продовжує службу в лавах ЗСУ. Вдома на Ігоря чекають мама Марія і донька 2013 р.н.

## Нагороди та вшанування
- Указом Президента України № 196/2020 від 12 квітня 2020 року за «особисту мужність і самовіддані дії, виявлені у захист державного суверенітету та територіальної цілісності України» нагороджений орденом За мужність III ступеня[1]
- «За оборону Маріуполя»
- «Сильному духом»
- «За оборону рідної держави»